# Panora
La ville américaine de Panora est située dans le comté de Guthrie, dans l’État de l’Iowa. Elle comptait 1 124 habitants lors du recensement de 2010.

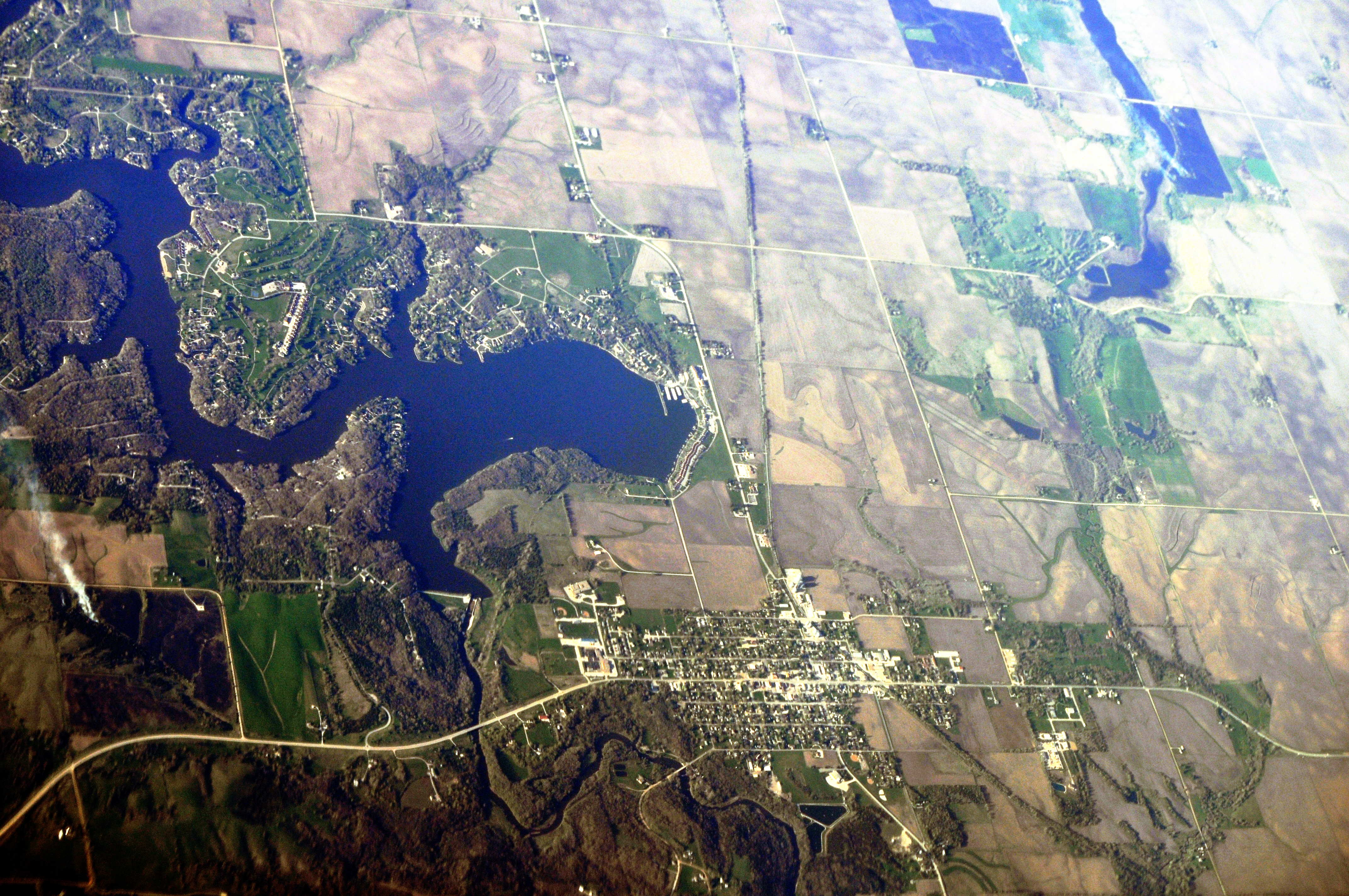
Vue aérienne de Panora et d'une partie du lac Panorama, 2012

## Source
- (en) Cet article est partiellement ou en totalité issu de l’article de Wikipédia en anglais intitulé « Panora, Iowa » (voir la liste des auteurs).